# Comitatul Forty Mile, Alberta
Comitatul Forty Mile, din provincia Alberta, Canada este un district municipal situat sudic central în Alberta. Districtul se află în Diviziunea de recensământ 1. El se întinde pe suprafața de 7,229.68 km2  și avea în anul 2011 o populație de 3,336 locuitori.
Cities Orașe
--
Towns Localități urbane
- Bow Island

Villages Sate
- Foremost

Summer villages Sate de vacanță
--
Hamlets, cătune
- Burdett
- Etzikom
- Manyberries
- Orion
- Skiff

Așezări
- Aden
- Avalon
- Bingen
- Birdsholm
- Comrey
- Endon
- Faith
- Florann
- Gahern
- Goddard
- Granlea
- Groton
- Inversnay
- Jensen
- Juno
- Legend
- Maleb
- Nemiscam
- Pakowki
- Pendant d'Oreille
- Pinhorn
- Ranchville
- Whitla
- Winnifred
- Altorado

1. 1 2  Population and dwelling counts, for Canada, provinces and territories, and census subdivisions (municipalities), 2016 and 2011 censuses – 100% data (în engleză), 20 februarie 2019